# Lugiani Gallardo
Lugiani Iván Gallardo Rodríguez (Ciudad de México, México, 20 de abril de 1991) es un futbolista mexicano que juega en la posición de delantero, actualmente se encuentra en el Morelos F. C. de la Liga de Balompié Mexicano.

## Trayectoria
Manuel Lapuente hizo que debutara con el América en la Liguilla del Apertura 2010. Entró de cambio por Pável Pardo en cotejo de vuelta de semifinales. Posteriormente fue cedido al Club Necaxa. En junio de 2013 es fichado por los Estudiantes Tecos como parte de su proyecto de ascenso.
Fue de regreso al Club América en el torneo del 2013.
Para el 2014. después de un pago fugaz en Estudiantes Tecos, fue a préstamo a Orizaba, pero como el equipo es de Fidel Kuri, también dueño de Tiburones Rojos. tuvo carnet para jugar con ellos, pero exclusivamente en la Copa Mx.
En agosto de 2018 firmó para el Tuks de la Universidad de Pretoria de la Primera División de Sudáfrica.

### Clubes
| Club                           | País                | Año             | Partidos | Goles | Media |
| ------------------------------ | ------------------- | --------------- | -------- | ----- | ----- |
| Club América                   | México              | 2010 - 2012     | 9        | 0     | 0     |
| Club Necaxa                    | México              | 2012 - 2013     | 16       | 1     | 0.06  |
| Estudiantes Tecos              | México              | 2013 - 2014     | 24       | 3     | 0.13  |
| Tiburones Rojos de Veracruz    | México              | 2014 - 2015     | 3        | 0     | 0     |
| Albinegros de Orizaba (Cárnet) | México              | 2014 - 2015     | 12       | 1     | 0.08  |
| Tlaxcala Fútbol Club           | México              | 2015 - 2016     | 30       | 4     | 0.13  |
| Club Zacatepec (Cárnet)        | México              | 2016 - 2017     | 3        | 0     | 0     |
| Pretory University FC          | Sudáfrica           | 2018 - Presente | 18       | 4     | 0.22  |
| Total en su carrera            | Total en su carrera | 2010 - presente | 115      | 12    | 0.1   |

## Selección nacional
Fue convocado para jugar en el torneo "Esperanzas de Toulon" de la Selección de fútbol sub-20 de México, en donde fueron ubicados como el 4.º lugar, también ha sido convocado en la lista preelimar para la Copa Mundial de Fútbol Sub-20 de 2011

### Categorías menores
Sub-20
| Mundial                     | Sede     | Resultado    | Partidos | Goles |
| --------------------------- | -------- | ------------ | -------- | ----- |
| Copa Mundial Sub-20 de 2011 | Colombia | Tercer lugar | 1        | 0     |

Sub-23
| Torneo                              | Sede    | Resultado    |
| ----------------------------------- | ------- | ------------ |
| Torneo Esperanzas de Toulon de 2011 | Francia | Cuarto lugar |

## Palmarés
Otros logros
- Subcampeón con Necaxa del Torneo Clausura 2013 Liga de Ascenso